# Jorge Molist
Jorge Molist (n. Barcelona; 1951) es un escritor español en lengua española.

## Biografía
Pasó su infancia en el barrio de El Raval de Barcelona en cuya biblioteca municipal descubrió su pasión por la lectura y escritura. Sin embargo, por razones económicas tuvo que empezar a trabajar a los 14 años como aprendiz en una imprenta. En los siguientes años simultaneó trabajos de aprendiz en un taller mecánico y otro de reparación de radios y televisores con el bachillerato nocturno. Cursó la carrera de ingeniero Industrial ayudándose con trabajos variopintos que incluyeron, peón de obra, clases particulares, cobrador de recibos, extra de cine, vendedor de libros y técnico en fábricas y en una central nuclear en Francia. Una vez graduado y trabajando ya para una gran corporación, realizó un máster de dirección de empresas. Su carrera profesional le llevó a residir y trabajar en distintas zonas de los Estados Unidos y a tener responsabilidades de negocio tanto en América como en varios países europeos.
En 1996 decidió retomar su vieja pasión de la infancia por la escritura y publicó su primera novela con el título de “Los muros de Jericó” en  el año 2000. En el año 2008 abandonó su actividad profesional como director general de Paramount Pictures Home Entertainment (división videográfica de  Paramount Pictures Spain SL) para dedicarse a la escritura por entero.

## Obras
- Los muros de Jericó (2000). Una versión reescrita de esta novela fue publicada en 2006 como El retorno cátaro
- Presagio (2003), basada en sucesos reales relata el choque de la espiritualidad mexicana con la cultura USA.
- El anillo, la herencia del último templario (2004), constituyó un gran éxito tanto en España como internacionalmente.
- El retorno cátaro (2006)
- La reina oculta (2007)
- Prométeme que serás libre (2011)
- Tiempo de cenizas (2013)
- Canción de sangre y oro (2018)
- La reina sola (2021)[1]
- El latido del mar (2023)

## Premios
- 2018: XXIII Premio Fernando Lara por 'Canción de sangre y oro'.[2]
- 2007: ganador del Premio de Novela Histórica Alfonso X El Sabio por La reina oculta.
- 2004: finalista del Premio de Novela Histórica Alfonso X El Sabio por El anillo, la herencia del último templario.